# XXXIII secolo a.C.
Il XXXIII secolo a.C. (trentatreesimo secolo avanti Cristo) è il secolo che inizia nell'anno 3300 a.C. e termina nell'anno 3201 a.C. incluso.

## Eventi

### Mesopotamia
- c. 3300 a.C.
  - Prime tracce di marcature tramite Sigilli cilindrici
  - Forme arcaiche di Scrittura cuneiforme nell'antico Periodo di Uruk

### Antico Egitto
- c. 3300 a.C.
  - Inizio del Periodo di Naqada III o Periodo Semaineano o Periodo protodinastico dell'Egitto (fino al 3250 a.C.)
- c. 3250 a.C.
  - Inizio del Periodo di Dinastia 0 in Alto Egitto (fino al 3150 a.C.), di cui si conoscono i nomi di 8 Re (Ny Hor, Hat Hor, Pe Hor, Hedj Hor, Iri Hor, Ka, Re Coccodrillo, Re Scorpione), e solo dell'ultimo si sono trovate prove archeologiche.
  - Secondo la datazione con il metodo del carbonio-14 a questo periodo risalgono i più antichi documenti scritti da noi posseduti, rinvenuti nel 1990 dall'équipe archeologica tedesca diretta da Gunter Dreyer, presso Abido in Alto Egitto, consistenti in piccole tavolette (1 o 2 centimetri di lato) di osso, legno o avorio recanti su una faccia un nome (di re, regina o di un alto ufficiale) e sull'altra spesso un numero.

### Europa
- c. 3300 a.C. - Vita e morte di Ötzi, detto anche l'uomo venuto dal ghiaccio,la cui mummia fu scoperta sulle Alpi Venoste, al confine Italo-Austriaco, nel 1991.

### India
- c. 3300 a.C. - Primi insediamenti urbani ad Harappa, Mohenjo-daro e Lothal nella valle dell'Indo, (Pakistan) (fino al 1700 a.C.) -Insediamenti di etnia Dravida

## Innovazioni, scoperte, opere

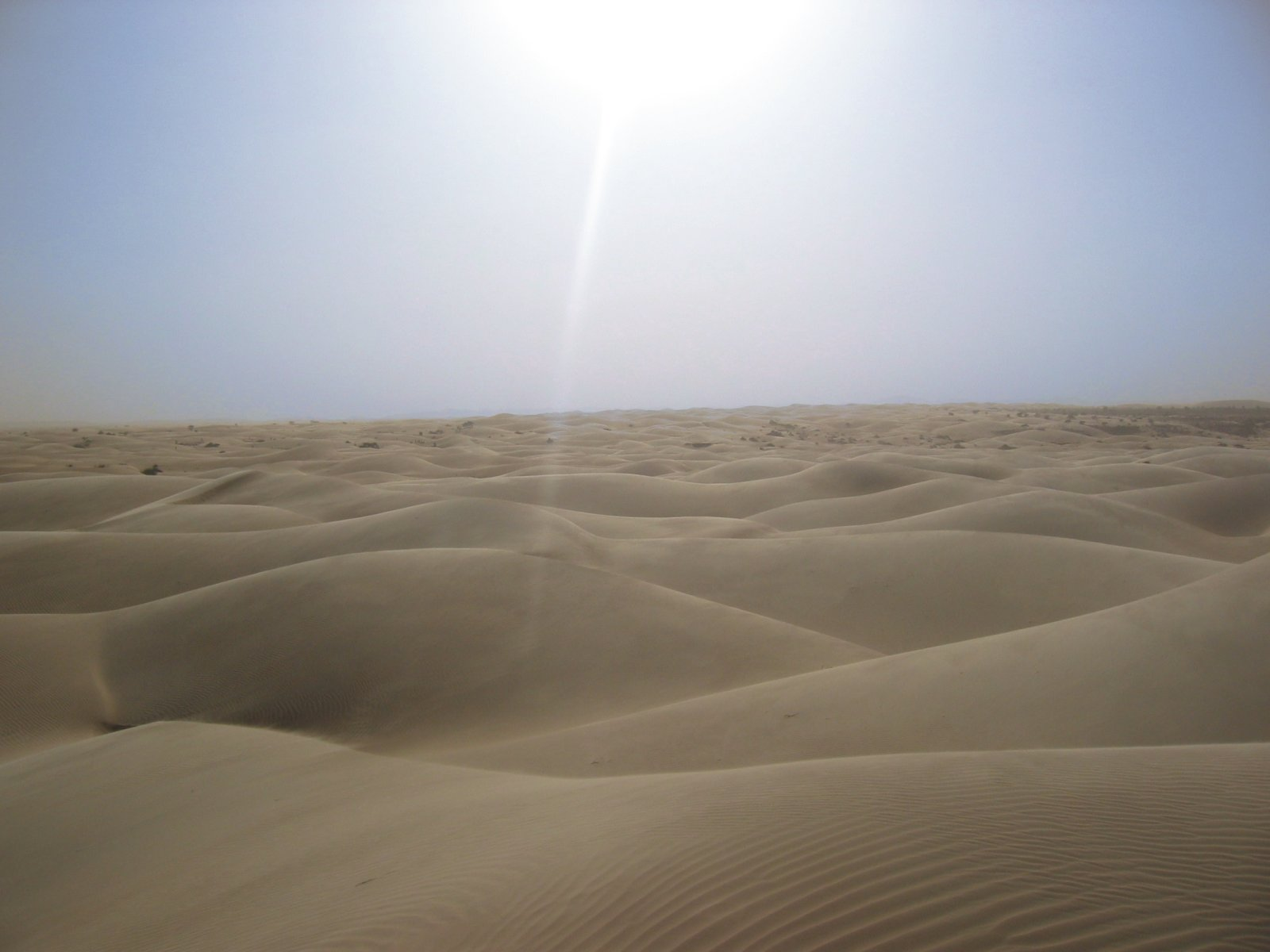
Il sole brilla sulle dune del Sahara

- Maggior cambio climatico probabilmente dovuto a un mutamento nell'attività solare. I ghiacciai si espandono, coprendo la vegetazione. Le temperature atmosferiche diminuiscono drasticamente.
- Il Sahara cambia da regione abitabile a sterile deserto
- L'Antico Egitto incomincia a usare etichette di argilla, ossa e avorio per denominare scatole, probabilmente un esempio di protoscrittura
- Civiltà della valle dell'Indo (nota anche come civiltà Harappana) inizia ad Harappa[1]
- c. 3300 a.C.: Evidenze archeologiche suggeriscono che la transizione dal rame al bronzo abbia avuto luogo intorno al XXXIII secolo a.C..
- c. 3300 a.C.: La Scrittura dell'Indo si sviluppa nella Valle dell'Indo
- c. 3300 a.C.: Pittogrammi a Uruk
- 3300 a.C.: al XXX secolo a.C. viene realizzata a Uruk (moderna Warka, Iraq) il volto di una donna (esso si trova ora nel Museo nazionale iracheno a Baghdad, rubata e recuperata nel 2003).
- c. 3300 a.C.: Viene eretto il Tempio Rosso, la prima fase del santuario del Monte d'Accoddi nel nordovest della Sardegna.
- 3300-3000 a.C.: Evidenze di proto-Traci o proto-Daci nel periodo preistorico. Popoli Proto-Daci o proto-Traci si sviluppano da una miscela di popoli indigeni ed Indo-Europei dal tempo dell'espansione Proto-Indo-Europea nella Prima Età del bronzo.